# ديفيد داونز
ديفيد داونز (بالإنجليزية: David Downes)‏ هو ملحن نيوزلندي، ولد في 1967.

## روابط خارجية
- ديفيد داونز على موقع IMDb (الإنجليزية)
- ديفيد داونز على موقع ميوزك برينز (الإنجليزية)
- ديفيد داونز على موقع قاعدة بيانات الفيلم (الإنجليزية)